# Aspidium subdecurrens
Aspidium subdecurrens là một loài thực vật có mạch trong họ Dryopteridaceae. Loài này được (Luerss.) C. Chr. miêu tả khoa học đầu tiên năm 1905.